# Пятнистый кускус
Пятни́стый ку́скус или вангал (лат. Spilocuscus maculatus) — представитель рода Spilocuscus семейства Поссумы (Phalangeridae).

## Внешний вид
Размером со среднюю домашнюю кошку. Вес пятнистого кускуса колеблется от 1,5 до 6 килограммов, длина тела — от 35 до 65 сантиметров, длина хвоста — 30—60 сантиметров. Голова круглая, уши небольшие, прижатые к голове. Цвет глаз варьируется от жёлтого до оранжевого и красного.
Тело покрыто густым мягким мехом. Цвет меха чаще белый с желтоватым или сероватым оттенком. Мех верхней части тела покрыт крупными пятнами, откуда и название этого вида кускусов. Цвет пятен может быть рыжим, бурым или чёрным. Мех на животе — белого цвета, без пятен. Причём пятна присутствуют только у мужских особей, самки пятнистого кускуса имеют однотонный белый или сероватый мех. Изредка встречаются и самцы с мехом без пятен.
На верхней части хвоста мех отсутствует, а сам хвост покрыт плотной грубой кожей, позволяющей кускусу захватывать ветви при перемещению по деревьям.

## Образ жизни
Как и прочие представители рода, пятнистые кускусы ведут преимущественно древесный образ жизни, редко спускаясь на землю. Благодаря цепкому хвосту и двум большим пальцам на каждой руке они прекрасно адаптировались к своей среде обитания — влажным тропическим лесам. Целый день они спят на ветвях или в дуплах деревьев, реже в корнях деревьев и среди скал, а ночью неспешно лазают по деревьям в поисках пищи. Кускусы предпочитают жить в одиночестве, не образуя устойчивых групп. Характер довольно агрессивный.
Пятнистые кускусы питаются в основном фруктами и листьями растений, реже — цветами, небольшими животными и яйцами.

## Ареал
Пятнистый кускус живёт в тропических, мангровых и эвкалиптовых лесах до 1200 метров над уровнем моря. Ареал: северная и северо-восточная Австралия (Квинсленд, полуостров Йорк), Новая Гвинея, на островах Океании распространён от островов Сулавеси на западе до Соломоновых островов на востоке.
Альфред Брем пишет, что первым, кто описал этот вид кускусов, был голландец Валентин:
Он рассказывает, что на Амбоине кускусовая ласка, или кусу, как её называют малайцы, представляет одну из самых странных форм. "Голова имеет большое сходство с головой крысы или лисицы ... Некоторые рыжеваты, некоторые белы, самки по большей части серы. Большие виды очень злы и опасны; если они сидят на дереве и кто-нибудь схватит их за хвост, то могут утащить человека вверх и затем сбросить его оттуда. Они защищаются острыми когтями лап ... На Цераме и Буру их больше, чем на Амбоине. так как здесь они боятся людей, которые ловят их оригинальным способом и употребляют в пищу; для туземцев они представляют лакомый кусок и в жареном виде похожи по вкусу на кроликов. Но голландцы не едят их. Надо пристально смотреть на повисшее на хвосте животное, тогда оно из страха расслабляет хвост и падает с дерева...
В Новой Гвинее на пятнистого кускуса охотятся и в наше время. Однако, несмотря на это, этот вид встречается там довольно часто.